# خرق

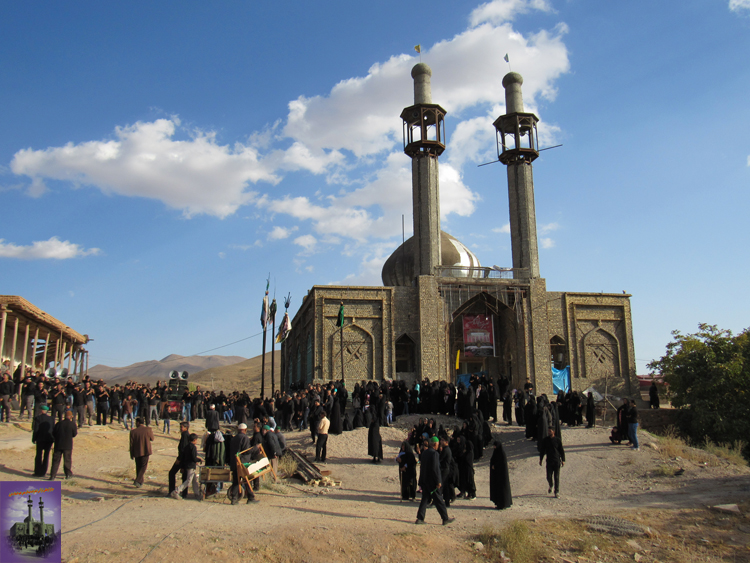
آرامگاه عبدالرحمن خرق

خرق یک روستا در ایران است که در دهستان سنگر (فاروج) واقع شده‌است. این روستا تا سال ۱۳۳۹ یکی از روستاهای  بخش بام و صفی آباد شهرستان سبزوار بوده است. بر پایه سرشماری عمومی نفوس و مسکن در سال ۱۳۹۵ جمعیت این روستا ۱۴۱۸ نفر (برابر با ۴۹۸ خانوار) بوده‌است.

## زبان
اهالی روستای خرق به زبان ترکی خراسانی سخن می‌گویند.